# カッパロケット

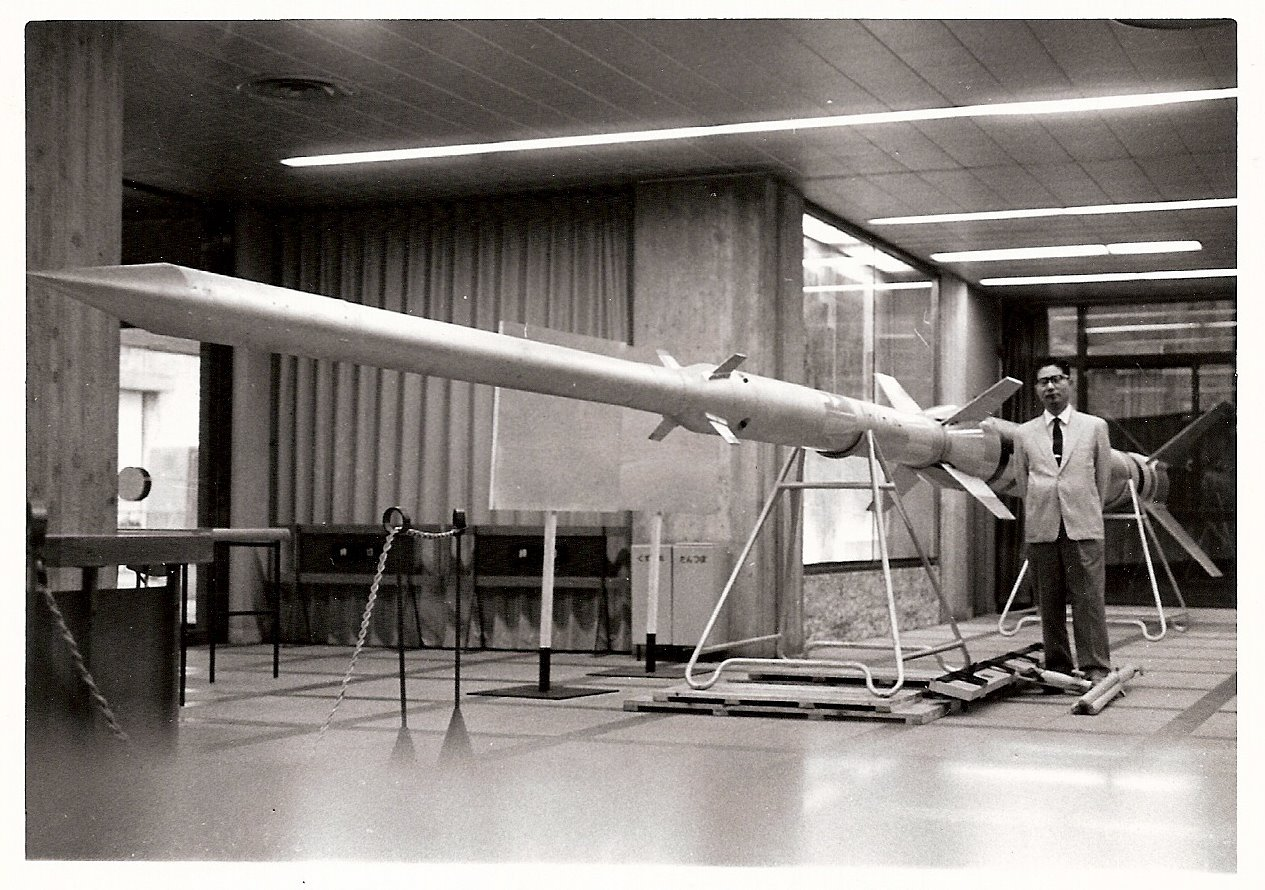
K-9Lと糸川英夫

カッパ（ギリシャ文字のK）ロケット は、東京大学生産技術研究所と後継機関の東京大学宇宙航空研究所（後の宇宙科学研究所（ISAS））が、富士精密工業と後継法人のプリンス自動車工業、日産自動車宇宙航空事業部（現IHIエアロスペース）と共に開発した固体燃料を使用する観測ロケットである。

## 概要
カッパロケットは、1950年に東京大学生産技術研究所（当時）の糸川英夫によって始まった日本のロケット開発において、初めての本格的な地球観測用ロケットである。カッパロケットによる観測は国際地球観測年(IGY)プロジェクトそのものとは独立したものだったが、IGYに合わせて日本が独自に行うことを目標にしたもので、1958年9月、K(カッパ)-6型 3号機にて高度50kmの高層物理観測を行った。
カッパロケットは1988年まで運用された。もっとも多く打ち上げられたのは K-9M型ロケットで、1961年から1988年の28年間で合計81機が打ち上げられた。

## バリエーション
カッパロケットには多くのバリエーションがある。Kに続く数字は開発番号で、後のラムダロケットやミューロケットが、一部例外があるものの、段数を示すのとは異なっている。

### K-1
当時K-128Jと呼ばれていたロケットモータを用いた単段式の観測ロケットである。全面燃焼方式を採用していた為に高温の燃焼ガスが金属製モータケースに接触し溶けてしまう問題があったが、内面にグラスファイバー、酸化クロム、水ガラスからなるアブレーションを施し、冷却することでこれを解決した。推薬にはペンシルやベビーと同様にダブルベース火薬が用いられている。
諸元
- 構成：1段式
- 飛翔距離：40 km
- 推力：10.00 kN
- 直径：0.13 m
- 全長：2.70 m

打上げ一覧
| 打ち上げ日時(JST) | 打ち上げ日時(JST) | 打ち上げ日時(JST) | 通番 | 射点         | 到達高度 | ノート                   |
| ----------------- | ----------------- | ----------------- | ---- | ------------ | -------- | ------------------------ |
| 1956年            | 9月24日           | 9:02              | 1    | 秋田道川海岸 | 5km      | ‐                        |
| 1956年            | 9月28日           | 11:15             | 2    | 秋田道川海岸 | 5km      | 尾翼のフラッタ現象が発生 |
| 1956年            | 9月29日           | 10:50             | 3    | 秋田道川海岸 | 5km      | ‐                        |
| 1956年            | 12月3日           | 13:20             | 4    | 秋田道川海岸 | 5km      | ‐                        |
| 1956年            | 12月8日           | 12:32             | 5    | 秋田道川海岸 | 5km      | ‐                        |
| 1956年            | 12月11日          | 12:26             | 6    | 秋田道川海岸 | 5km      | ‐                        |
| 1956年            | 12月13日          | 11:10             | 7    | 秋田道川海岸 | 5km      | ‐                        |

### K-2
直径220mmのブースタK-220Bの上にK-128Jのダミーを装着したロケット。2段構成であるが実質的には1段式である。K-128JDには燃料の代わりに木が詰められ、重量と重心位置はK-128Jと同様となっている。
諸元
- 構成：2段式（1段目：K-220B、2段目：K-128JD）
- 飛翔距離：9 km
- 重量：166.65 kg
- 直径：0.22 m
- 全長：4.898 m

打上げ一覧
| 打ち上げ日時(JST) | 打ち上げ日時(JST) | 打ち上げ日時(JST) | 通番 | 射点         | 到達高度 | ノート |
| ----------------- | ----------------- | ----------------- | ---- | ------------ | -------- | ------ |
| 1957年            | 4月24日           | 10:00             | 1    | 秋田道川海岸 | 9km      | ‐      |

### K-3
K-2のダミー上段をK-128Jに換装した初の本格的な2段式観測ロケット。3機が飛翔した。
諸元
- 構成：2段式（1段目：K-220B、2段目：K-128J）
- 飛翔距離：25 km
- 重量：170 kg
- 直径：0.22 m
- 全長：4.9 m

打上げ一覧
| 打ち上げ日時(JST) | 打ち上げ日時(JST) | 打ち上げ日時(JST) | 通番 | 射点         | 到達高度 | ノート                       |
| ----------------- | ----------------- | ----------------- | ---- | ------------ | -------- | ---------------------------- |
| 1957年            | 5月2日            | 10:36             | 1    | 秋田道川海岸 | ‐        | 通信途絶、K-128J異常燃焼。   |
| 1957年            | 6月22日           | 21:47             | 2    | 秋田道川海岸 | 22km     | 尾翼前縁部が空力加熱で融解。 |
| 1957年            | 6月26日           | 21:27             | 3    | 秋田道川海岸 | 21km     | ‐                            |

### K-4
高層観測を本格的に始めたロケットである。高度50km付近の成層圏界面の観測と宇宙線観測を目的としていたが、その半分以下の高度までしか到達できなかった。K-330Bはチャンバ材として4130系耐熱鋼を用いた最後のモータであり、質量が予定より30kgほどかさんだことで重心が後退し、空気力学的な不安定さが増したことによって飛翔性能が低下したものとされている。
諸元
- 構成：2段式 （1段目：K-330B、2段目：K-128J）
- 飛翔距離： 45 km
- 推力： 78.4 kN
- 直径： 0.33 m
- 全長： 5.86 m
- 重量： 364 kg

打上げ一覧
| 打ち上げ日時(JST) | 打ち上げ日時(JST) | 打ち上げ日時(JST) | 通番 | 射点         | 到達高度 | ノート |
| ----------------- | ----------------- | ----------------- | ---- | ------------ | -------- | ------ |
| 1957年            | 9月20日           | 19:03             | 1    | 秋田道川海岸 | ‐        | ‐      |
| 1957年            | 9月22日           | 19:00             | 2    | 秋田道川海岸 | ‐        | ‐      |

### K-122
K-4の欠点を克服するために計画されていた軽合金製チャンバを持つロケット。主に通信機器のテストや推薬の比較試験のために用いられた。直接的にK-128Jの系列に属すわけではないために”K-1(K-122)"と表記されることもある。1957年にS型2機1958年にST型2機、計4機が飛翔した他、K-150やシグマロケットの開発基盤となった。
諸元
- 構成：1段式
- 重量：45 kg
- 直径：0.12 m
- 全長：2.743 m

#### FT-122
唯一茨城県大洗から打ち上げられたロケット。低発射角での飛翔試験に用いられた。
打上げ一覧
| 打ち上げ日時(JST) | 打ち上げ日時(JST) | 打ち上げ日時(JST) | 通番 | 射点         | 到達高度 | ノート |
| ----------------- | ----------------- | ----------------- | ---- | ------------ | -------- | ------ |
| 1958年            | 11月17日          | ‐                 | 1    | 茨城大洗海岸 | ‐        | ‐      |
| 1958年            | 11月17日          | ‐                 | 2    | 茨城大洗海岸 | ‐        | ‐      |

### K-150
K-5及びK-6の上段として用いることを前提として開発された1段式ロケットである。径は150mmと180mmが検討されたがK-330Bとの組合せにおいて飛翔性能が格段に優れていることから150mmに決定された。K-122と同様にアルミ合金製モータケースをもち、ポリエステル系コンポジット系推薬の性能試験を目的として飛翔実験が行われた。直接的にK-128Jの系列に属すわけではないために“K-1(K-150)” と表記されていたこともある。
諸元
- 構成：1段式
- 飛翔距離： 7 km
- 直径： 150 mm
- 全長： 3,256 mm
- 重量： 70.8 kg

打上げ一覧
| 打ち上げ日時(JST) | 打ち上げ日時(JST) | 打ち上げ日時(JST) | 通番 | 射点         | 到達高度 | ノート                 |
| ----------------- | ----------------- | ----------------- | ---- | ------------ | -------- | ---------------------- |
| 1958年            | 4月8日            | 10:31             | S-1  | 秋田道川海岸 | ‐        | 雲により光学観測中断。 |
| 1958年            | 4月24日           | 9:30              | T-1  | 秋田道川海岸 | ‐        | ‐                      |
| 1958年            | 4月24日           | 13:00             | T-2  | 秋田道川海岸 | ‐        | ‐                      |

### K-5
K-6を想定して超音速飛行時の飛翔安定性を確認する目的で、K-220Bの上にK-150を搭載することで開発された。高度性能は30km程でIGYの要求からすれば今ひとつであったが、性能計算書を大きく上回るものとなった。さらにコンポジット系推薬の優秀性が確認されたことも大きな収穫となった。
諸元
- 構成：2段式
- 飛翔距離： 30 km
- 推力： 105.00 kN
- 直径： 0.22 m
- 全長： 5.90 m

打上げ一覧
| 打ち上げ日時(JST) | 打ち上げ日時(JST) | 打ち上げ日時(JST) | 通番 | 射点         | 到達高度 | ノート |
| ----------------- | ----------------- | ----------------- | ---- | ------------ | -------- | ------ |
| 1958年            | 4月20日           | 09:00             | 1    | 秋田道川海岸 | ‐        | ‐      |
| 1958年            | 5月26日           | 12:41             | 2    | 秋田道川海岸 | ‐        | ‐      |
| 1958年            | 6月18日           | 13:35             | 3    | 青森尾駮海岸 | ‐        | ‐      |

### K-245
K-6の第1段。飛翔テストとして1958年6月14日に1機が打ち上げられた。
諸元
- 重量： 180 kg
- 直径： 245 mm
- 全長： 2,361 mm

### K-6
K-150とK-245を基にポリサルファイド系コンポジット系推薬を全面的に採用することで開発されたものである。全面燃焼から内面燃焼への燃焼方式変更に伴って、構造の単純化や軽量化が行われた。IGY参加を果たした他、ユーゴスラビア宇宙協会に5機が輸出された。
諸元
- ペイロード：15 kg
- 飛翔距離： 50 km
- 重量： 255 kg
- 直径： 0.25 m
- 全長： 5.4 m

打上げ一覧
| 打ち上げ日時(JST) | 打ち上げ日時(JST) | 打ち上げ日時(JST) | 通番 | 射点         | 到達高度 | ノート                     |
| ----------------- | ----------------- | ----------------- | ---- | ------------ | -------- | -------------------------- |
| 1958年            | 6月16日           | 11:36             | 1    | 秋田道川海岸 | 30km     | ‐                          |
| 1958年            | 6月20日           | 15:15             | 2    | 秋田道川海岸 | 45km     | ‐                          |
| 1958年            | 9月12日           | 10:31             | 3    | 秋田道川海岸 | 50km     | 日本初の高層物理観測に成功 |
| 1958年            | 9月14日           | 11:40             | 4    | 秋田道川海岸 | 40km     | ‐                          |

#### K-6TW
打ち上げ実績
観測内容 - A：大気構造
| 打ち上げ日時(JST) | 打ち上げ日時(JST) | 打ち上げ日時(JST) | 通番 | 射点         | 到達高度 | 観測内容 | 成否 |
| ----------------- | ----------------- | ----------------- | ---- | ------------ | -------- | -------- | ---- |
| 1958年            | 6月24日           | 10:51             | 1    | 秋田道川海岸 | 20km     | A        | ×    |
| 1958年            | 6月30日           | 16:52             | 2    | 秋田道川海岸 | 40km     | A        | ×    |
| 1958年            | 9月25日           | 11:55             | 3    | 秋田道川海岸 | 43.5km   | A        | △    |
| 1958年            | 9月26日           | 12:50             | 4    | 秋田道川海岸 | 52.9km   | A        | △    |
| 1958年            | 12月23日          | 12:03             | 5    | 秋田道川海岸 | 59km     | A        | ○    |
| 1959年            | 3月18日           | 11:45             | 6    | 秋田道川海岸 | 48.5km   | A        | ○    |
| 1959年            | 3月20日           | 11:50             | 7    | 秋田道川海岸 | 48.6km   | A        | ○    |
| 1960年            | 9月17日           | 11:50             | 8    | 秋田道川海岸 | 46km     | A        | ○    |

#### K-6RS
打ち上げ実績
観測内容 - R：輻射線
| 打ち上げ日時(JST) | 打ち上げ日時(JST) | 打ち上げ日時(JST) | 通番 | 射点         | 到達高度 | 観測内容 | 成否 |
| ----------------- | ----------------- | ----------------- | ---- | ------------ | -------- | -------- | ---- |
| 1958年            | 9月25日           | 14:50             | 1    | 秋田道川海岸 | 不明     | R        | ×    |
| 1958年            | 11月29日          | 12:05             | 2    | 秋田道川海岸 | 41km     | R        | ×    |
| 1959年            | 3月17日           | 10:35             | 3    | 秋田道川海岸 | 54km     | R        | ×    |
| 1959年            | 3月19日           | 10:15             | 4    | 秋田道川海岸 | 41.3km   | R        | ×    |

#### K-6CP
打ち上げ実績
観測内容 - A：大気構造　P：粒子線
| 打ち上げ日時(JST) | 打ち上げ日時(JST) | 打ち上げ日時(JST) | 通番 | 射点         | 到達高度 | 観測内容 | 成否 |
| ----------------- | ----------------- | ----------------- | ---- | ------------ | -------- | -------- | ---- |
| 1958年            | 11月28日          | 12:05             | 1    | 秋田道川海岸 | 35.6km   | A,P      | △    |
| 1958年            | 11月30日          | 13:00             | 2    | 秋田道川海岸 | 48.2km   | A,P      | ○    |

### K-6Y
1962年に実機及び推進剤製造技術のノウハウや推進剤製造装置、検査器具や燃焼実験装置も含めた輸出契約がなされ、1963年にユーゴスラビア宇宙協会に5機輸出されたもの。同年夏、ユーゴスラビア西部ドブロブニク海岸において5機全てが打ち上げられた。その飛翔試験には東大の教授2名と日産の技術者1名が同席した。

### K-6H
諸元
- 構成： 2段式
- ペイロード： 25 kg
- 飛翔距離： 80 km
- 重量： 330 kg
- 直径： 0.25 m
- 全長： 6.9 m

打上げ一覧
観測内容 - A：大気構造
| 打ち上げ日時(JST) | 打ち上げ日時(JST) | 打ち上げ日時(JST) | 通番 | 射点         | 到達高度 | 観測内容 | 成否 |
| ----------------- | ----------------- | ----------------- | ---- | ------------ | -------- | -------- | ---- |
| 1960年            | 9月29日           | 11:46             | 1    | 秋田道川海岸 | 68.3km   | A        | ○    |

### K-7
直径420mmのロケットモータを用いた単段式観測ロケット。機体の部分損傷が発生したが、問題を修正した後にK-8の第1段として採用された。
諸元
- 構成： 1段式
- 飛翔距離： 49 km
- 重量： 1,195 kg
- 直径： 0.42 m
- 全長： 7.296 m

打上げ一覧
観測内容 - A：大気構造
| 打ち上げ日時(JST) | 打ち上げ日時(JST) | 打ち上げ日時(JST) | 通番 | 射点         | 到達高度 | 成否 |
| ----------------- | ----------------- | ----------------- | ---- | ------------ | -------- | ---- |
| 1959年            | 11月18日          | 14:03             | 1    | 秋田道川海岸 | ‐        | ‐    |

### K-8D
K-7の上段にK-245Hダミーモータを組み合わせた2段式ロケット。
諸元
- 構成： 1段式
- 重量： 1,471.4 kg
- 直径： 0.42 m
- 全長： 10.119 m

打上げ一覧
| 打ち上げ日時(JST) | 打ち上げ日時(JST) | 打ち上げ日時(JST) | 通番 | 射点         | 到達高度 | 観測内容 | 成否 |
| ----------------- | ----------------- | ----------------- | ---- | ------------ | -------- | -------- | ---- |
| 1960年            | 3月28日           | 15:32             | 1    | 秋田道川海岸 | 20km     | ‐        | ‐    |

### K-8
1958年に構想が立てられ、1960年から実用に入った。初めて高度200kmに到達し、後のK-8L以外全てのカッパロケットの基礎となった。第1段は直径420mmで全長6.42mであったが、後に段間部の仕様変更に伴い、6.26mと短縮されている。推薬の改良が施されており、比推力がK-6の180secから200secまで向上されている。第1段の加速度は9.3G、第2段の加速度は25Gと大きく、生物をペイロードにする際には考慮が必要である。しかし、当時のアメリカ製同型固体燃料観測ロケットと比較すると著しく低く、観測結果の効率の高さをもたらしていた。信頼性の高さと低価格から1965年まで利用され、シグマロケット計画に止めを刺した。他にインドネシアへ10機が輸出されている。
諸元
- 構成：2段式
- ペイロード：50 kg
- 飛翔距離：160 km
- 重量： 1500 kg
- 直径： 0.42 m
- 全長： 10.90 m（計測機器部の設計により異なる）

打上げ一覧
観測内容 - A：大気構造　I：電離層,空間プラズマ　RN：電波現象　R：輻射線　M：磁場,電場　P：粒子線
| 打ち上げ日時(JST) | 打ち上げ日時(JST) | 打ち上げ日時(JST) | 通番 | 射点         | 到達高度 | 観測内容 | 成否 |
| ----------------- | ----------------- | ----------------- | ---- | ------------ | -------- | -------- | ---- |
| 1960年            | 7月11日           | 13:24             | 1    | 秋田道川海岸 | 180km    | ‐        | ‐    |
| 1960年            | 7月17日           | 13:11             | 2    | 秋田道川海岸 | 186km    | I        | ●    |
| 1960年            | 9月22日           | 15:32             | 3    | 秋田道川海岸 | 197.5km  | I,R      | ○    |
| 1960年            | 9月26日           | 20:25             | 4    | 秋田道川海岸 | 186km    | I        | ×    |
| 1961年            | 3月27日           | 13:08             | 5    | 秋田道川海岸 | 169.2km  | I,R      | ○×   |
| 1961年            | 4月18日           | 21:27             | 6    | 秋田道川海岸 | 144.2km  | I,R      | ○×   |
| 1961年            | 7月21日           | 11:42             | 7    | 秋田道川海岸 | 159km    | A,I      | ○    |
| 1961年            | 10月24日          | 12:59             | 8    | 秋田道川海岸 | 198km    | I        | ○    |
| 1961年            | 10月30日          | 20:13             | 9    | 秋田道川海岸 | 174.5km  | I,R      | ●○   |
| 1962年            | 5月24日           | 19:50             | 10   | 秋田道川海岸 | 0km      | I,R      | ×    |
| 1962年            | 12月18日          | 14:03             | 11   | 内之浦       | 202.1km  | M,RN,P   | ○    |
| 1965年            | 7月16日           | 19:50             | 12   | 内之浦       | 160km    | A,I,RN   | △    |
| 1966年            | 4月20日           | 21:05             | 13   | 内之浦       | 160km    | M        | ○    |
| 1966年            | 10月20日          | 11:20             | 14   | 内之浦       | 191km    | I,M      | ○    |
| 1969年            | 1月9日            | 16:40             | 15   | 内之浦       | ‐        | ‐        | ‐    |

### K-8I
太陽極小期国際観測年（IQSY）のためにインドネシア国立航空宇宙研究所に輸出されたもの。10機がインドネシア国内へ持ち込まれ、そのうち3機がパームングプークの宇宙観測所から打ち上げられた。残りの7機については打ち上げ記録が残っていない。この輸出に伴い、軍事転用の可能性に関してマレーシア政府から厳重な抗議を受けた。これに対し通商産業省及びISASは誘導装置の搭載が不可能である点、全機がそれぞれの観測内容に沿った専用設計である点などから、直接的な軍事転用は不可能であり、問題はないとしている。
打上げ一覧
| 打ち上げ日時(JST) | 打ち上げ日時(JST) | 打ち上げ日時(JST) | 通番 | 射点             | 到達高度 | ノート |
| ----------------- | ----------------- | ----------------- | ---- | ---------------- | -------- | ------ |
| 1965年            | 8月7日            | ‐                 | 1    | パームングプーク | ‐        | ‐      |
| 1965年            | 8月11日           | ‐                 | 2    | パームングプーク | ‐        | ‐      |
| 1965年            | 8月17日           | ‐                 | 3    | パームングプーク | ‐        | ‐      |

### K-8L
K-6Hの改良型 K-6S として開発されたものである。K-6Hから機体の大型化,推進剤の高比推力化,機体の軽量化等が行われた。これによって高度性能がK-8型と同等になった為に K-8L と改名された経緯を持つ。
諸元
- 構成： 3段式
- ペイロード： 30/25 kg
- 飛翔距離： 160/200 km
- 重量： 350 kg
- 直径： 0.25 m
- 全長： 7.40 m

打上げ一覧
観測内容 - A：大気構造　M：磁場,電場
| 打ち上げ日時(JST) | 打ち上げ日時(JST) | 打ち上げ日時(JST) | 通番 | 射点   | 到達高度 | 観測内容 | 成否 |
| ----------------- | ----------------- | ----------------- | ---- | ------ | -------- | -------- | ---- |
| 1962年            | 8月23日           | 16:15             | 1    | 内之浦 | 172.3km  | ‐        | ‐    |
| 1962年            | 12月12日          | 17:50             | 2    | 内之浦 | 103km    | A        | ×    |
| 1964年            | 4月1日            | 12:10             | 3    | 内之浦 | ‐        | M        | ×    |
| 1964年            | 7月26日           | 10:26             | 4    | 内之浦 | 124km    | A        | ‐    |
| 1964年            | 7月26日           | 12:10             | 5    | 内之浦 | 115km    | A        | ○    |
| 1964年            | 11月2日           | 18:03             | 7    | 内之浦 | 156km    | A        | ○    |
| 1964年            | 11月10日          | 11:05             | 8    | 内之浦 | 145km    | M        | ○    |
| 1964年            | 11月12日          | 12:05             | 6    | 内之浦 | 153km    | A        | △    |
| 1965年            | 10月6日           | 13:00             | 9    | 内之浦 | 140km    | M        | ○    |
| 1966年            | 8月11日           | 21:05             | 10   | 内之浦 | 130km    | ‐        | ‐    |
| 1966年            | 10月18日          | 18:17             | 11   | 内之浦 | 145km    | ‐        | ‐    |
| 1966年            | 12月10日          | 12:00             | 12   | 内之浦 | 147km    | I,M      | ○    |

### K-9T
K-9の飛翔特性テスト用小型モデル。
打上げ一覧
| 打ち上げ日時(JST) | 打ち上げ日時(JST) | 打ち上げ日時(JST) | 通番 | 射点         | 到達高度 | 観測内容   | 成否 |
| ----------------- | ----------------- | ----------------- | ---- | ------------ | -------- | ---------- | ---- |
| 1960年            | 12月20日          | ‐                 | 1    | 秋田道川海岸 | 5km      | 飛翔テスト | ○    |

### K-9L
K-8にK-6の2段目を追加することで開発された日本初の3段式観測ロケットである。K-9Mの開発によって2機のみで打ち上げを終了した。観測成果は貧弱ではあるが、スピン安定技術の習得 , 2段目と3段目の結合切断法の確立 等、ラムダロケットやミューロケット及び以後の観測ロケットの発達において技術的に大きな成果を残した。K-9Lの"L"は Lower performance を意味する。
諸元
- 構成： 3段式
- ペイロード： 20 kg
- 飛翔距離： 350 km
- 重量： 1,550 kg
- 直径： 0.42 m
- 全長： 12.50 m

打上げ一覧
観測内容 - I：電離層,空間プラズマ
| 打ち上げ日時(JST) | 打ち上げ日時(JST) | 打ち上げ日時(JST) | 通番 | 射点         | 到達高度 | 観測内容 | 成否 |
| ----------------- | ----------------- | ----------------- | ---- | ------------ | -------- | -------- | ---- |
| 1961年            | 4月1日            | 12:25             | 1    | 秋田道川海岸 | 310km    | ‐        | ‐    |
| 1961年            | 12月26日          | 12:05             | 2    | 秋田道川海岸 | 347.6km  | I        | △    |

### K-9M
K-8を元に推進剤の高比推力化,機体材料の高抗張力化,構造設計のリファインなどを施すことで開発された。K-8Hとして開発されたが高度性能がK-9Lと同等であることからK-9Mと改名されている。標準型の観測ロケットとして長く利用され1988年までに81機打ち上げられた。43号機以降は第1段がK-10のものに変更されている。
諸元
- ペイロード： 100 kg
- 飛翔距離： 350 km
- 重量： 1,500 kg
- 直径： 0.42 m
- 全長： 11.10 m

打上げ一覧
観測内容 - A：大気構造　I：電離層,空間プラズマ　RN：電波現象　R：輻射線　M：磁場,電場　P：粒子線
| 打ち上げ日時(JST) | 打ち上げ日時(JST) | 打ち上げ日時(JST) | 通番 | 射点   | 到達高度 | 観測内容 | 成否 |
| ----------------- | ----------------- | ----------------- | ---- | ------ | -------- | -------- | ---- |
| 1962年            | 11月25日          | 11:04             | 1    | 内之浦 | 55.1km   | I        | ×    |
| 1963年            | 5月20日           | 11:09             | 2    | 内之浦 | 341km    | M,RN     | ○    |
| 1964年            | 7月29日           | 19:05             | 5    | 内之浦 | ‐        | RN,P     | ×    |
| 1964年            | 11月5日           | 12:01             | 4    | 内之浦 | ‐        | I,M      | ×    |
| 1965年            | 1月22日           | 14:14             | 3    | 内之浦 | 350km    | 飛翔試験 | ○    |
| 1965年            | 2月6日            | 14:01             | 7    | 内之浦 | 325km    | I,M,R    | ○    |
| 1965年            | 2月6日            | 19:02             | 6    | 内之浦 | 335km    | RN       | ○    |
| 1965年            | 3月25日           | 20:21             | 8    | 内之浦 | 320km    | I,R      | ○    |
| 1965年            | 3月27日           | 14:01             | 9    | 内之浦 | 335km    | I,R      | ○    |
| 1965年            | 3月28日           | 16:01             | 10   | 内之浦 | 349km    | M,R      | ○●   |
| 1965年            | 7月26日           | 21:01             | 12   | 内之浦 | 350km    | R        | ○    |
| 1965年            | 7月27日           | 12:10             | 13   | 内之浦 | 317km    | I,M,RN   | ○    |
| 1965年            | 10月4日           | 12:00             | 14   | 内之浦 | 300km    | I        | ○    |
| 1965年            | 12月13日          | 15:20             | 16   | 内之浦 | 318km    | I,R      | ○    |
| 1965年            | 12月18日          | 15:00             | 17   | 内之浦 | 316km    | M,RN,P   | ○    |
| 1965年            | 3月20日           | 21:15             | 15   | 内之浦 | 300km    | I,R,RN   | ○    |
| 1965年            | 7月17日           | 11:10             | 18   | 内之浦 | 326km    | I,M,P    | ○    |
| 1965年            | 8月3日            | 11:00             | 11   | 内之浦 | 328km    | TV       | ○    |
| 1965年            | 8月10日           | 21:37             | 19   | 内之浦 | 330km    | R,RN     | ○    |
| 1965年            | 10月20日          | 17:25             | 20   | 内之浦 | 353km    | I,R      | ○    |
| 1965年            | 12月5日           | 11:00             | 21   | 内之浦 | 326km    | I,R      | ○    |

### K-10S
K-8を基に第2段を第1段と同じ420mm径まで大型化し、300mm径で球形のチタン製第3段を付加することで開発された。"S" は "Super performance" と "Spherical motor" を意味する。1961年頃に科学衛星計画の為の技術試験機として計画され、K-8またはK-9Mの第2段に小型球形ロケットを納容する形で高度1,000km級を狙う小型ロケットとして考えられていたが、球形ロケット自体が新しい技術であったために実現したのは1965年8月である。ノーズコーンは前方に分離された後ロケットエンジンによって横によけるという平行開頭方式をとっている。下段ロケットモータは第1段第2段共にL-3ロケットの上段を流用したものとなった。チャンバ材には超高張力鋼HT-140、推薬にはポリウレタン系コンポジット推薬UP-10を採用している。
諸元
- 構成： 3段式
- ペイロード： 18 kg
- 飛翔距離： 740 km
- 重量： 1,700 kg
- 直径： 0.42 m
- 全長： 9.5 m

打上げ一覧
観測内容 - I：電離層,空間プラズマ
| 打ち上げ日時(JST) | 打ち上げ日時(JST) | 打ち上げ日時(JST) | 通番 | 射点   | 到達高度 | 観測内容 | 技術試験                        | 成否 |
| ----------------- | ----------------- | ----------------- | ---- | ------ | -------- | -------- | ------------------------------- | ---- |
| 1965年            | 8月28日           | 11:02             | 1    | 内之浦 | 742km    | I        | 300mm径球形ロケットモータの試験 | ○    |

### K-10
大重量ペイロードを活用して姿勢制御装置を搭載、精密な天文観測を行うなど、観測ロケットとして用いられたものである。1号機ではM-4S開発計画の一環として、姿勢制御装置の機能試験も行われた。
諸元
- 構成： 2段式
- ペイロード： 170 kg
- 飛翔距離： 250 km
- 重量： 1,750 kg
- 直径： 0.42 m
- 全長： 9.8 m

打上げ一覧
観測内容 - A：大気構造　I：電離層,空間プラズマ　R：輻射線
| 打ち上げ日時(JST) | 打ち上げ日時(JST) | 打ち上げ日時(JST) | 通番 | 射点   | 到達高度 | 観測内容 | 成否 |
| ----------------- | ----------------- | ----------------- | ---- | ------ | -------- | -------- | ---- |
| 1965年            | 11月8日           | 14:05             | 1    | 内之浦 | 228km    | I        | ○    |
| 1966年            | 12月10日          | 20:30             | 2    | 内之浦 | 253km    | A,R      | ○    |
| 1967年            | 3月7日            | 20:00             | 3    | 内之浦 | 248km    | R        | ○    |
| 1969年            | 1月14日           | 19:00             | 4    | 内之浦 | 229km    | R        | ○    |
| 1969年            | 9月6日            | 20:35             | 5    | 内之浦 | 247km    | A,I      | ○    |
| 1971年            | 8月20日           | 21:10             | 7    | 内之浦 | 274km    | A        | ○    |
| 1971年            | 9月1日            | 11:10             | 6    | 内之浦 | 228km    | R        | ○    |
| 1972年            | 9月12日           | 20:10             | 8    | 内之浦 | 259km    | R        | ○    |
| 1973年            | 2月19日           | 09:22             | 9    | 内之浦 | 236km    | A,I,R    | ○    |
| 1973年            | 9月22日           | 18:20             | 10   | 内之浦 | 242km    | I,R      | ○    |
| 1975年            | 9月24日           | 14:00             | 11   | 内之浦 | 196km    | R        | ○    |
| 1976年            | 1月18日           | 14:20             | 12   | 内之浦 | 350km    | I        | ○    |
| 1977年            | 9月14日           | 21:22             | 13   | 内之浦 | 204km    | R        | ○    |
| 1980年            | 8月27日           | 20:40             | 14   | 内之浦 | 219km    | R        | ○    |

### K-10C
K-10本来の技術試験機として用いられたものである。ミューロケット開発史上重要な役割を果たした。2号機では第2段がランチャ上で点火し、第2段のみが飛翔するという事故が起きたが、2号機以外は正常に飛翔している。
打上げ一覧
観測内容 - A：大気構造　R：輻射線
| 打ち上げ日時(JST) | 打ち上げ日時(JST) | 打ち上げ日時(JST) | 通番 | 射点   | 到達高度 | 観測内容 | 技術試験                             | 成否 |
| ----------------- | ----------------- | ----------------- | ---- | ------ | -------- | -------- | ------------------------------------ | ---- |
| 1969年            | 1月12日           | 14:10             | 1    | 内之浦 | 724km    | A,R      | M-4S第2段フレア性能試験              | ○    |
| 1969年            | 9月26日           | ‐                 | 2    | 内之浦 | ‐        | ‐        | 2次噴射によるTVC装置の試験           | ×    |
| 1970年            | 9月13日           | ‐                 | 3    | 内之浦 | 300km    | ‐        | 2次噴射によるTVC装置の試験           | ○    |
| 1973年            | 9月15日           | ‐                 | 4    | 内之浦 | ‐        | ‐        | M-3C1,2段の開傘型接手の機能試験      | ○    |
| 1975年            | 8月23日           | ‐                 | 5    | 内之浦 | ‐        | ‐        | 固体モータロール制御装置(SMRC)の試験 | ○    |

### PT-420
K-420 1/3 ロケットモータを用いた2次液噴射による推力偏向(LITVC)の試験機。M-3Cの開発で用いられた。
諸元
- 重量： 600 kg
- 全長： 3.9 m
- 直径： 0.42 m

打上げ一覧
| 打ち上げ日時(JST) | 打ち上げ日時(JST) | 打ち上げ日時(JST) | 通番 | 射点   | 到達高度 | 技術試験    | 成否 |
| ----------------- | ----------------- | ----------------- | ---- | ------ | -------- | ----------- | ---- |
| 1969年            | 2月13日           | ‐                 | 1    | 内之浦 | ‐        | LITVCの試験 | ○    |

## 平和目的の国際協力による輸出後の軍事転用・日本政府による武器輸出三原則表明
1960年代にカッパロケットK-6Y型5基と関連機材（打ち上げ設備と固体燃料製造設備とロケット追尾用レーダー）がユーゴスラビアに輸出され、それらの技術はユーゴスラビアが独自開発していた地対空ミサイルR-25 ヴルカンに軍事転用された。
当時のユーゴスラビアはソ連と距離を置く独自の社会主義路線を歩んでおり、ソ連からの兵器の調達が困難になり兵器の国産化が急務となったため、ユーゴスラビア軍のミサイル開発責任者が1958年に欧州を訪問中の日本のロケット開発の中心人物であった糸川英夫東大教授と接触、1959年11月に東大生産技術研究所および富士精密工業とユーゴスラビアの間で輸出契約とユーゴスラビアからの技術者の受け入れの合意がなされた。1960年には平和目的の国際協力であることと軍事転用をしないことを契約条件に、ロケット本体と打ち上げ設備と固体燃料製造設備が1億7000万円で輸出されることが明らかになった。後にロケット追尾用レーダーも輸出された。
しかしユーゴスラビア側の本当の狙いは、ロケット本体よりも、ロケットに使われていた当時最新の固体燃料である「コンポジット推進剤」の製造方法と製造設備であった（先進各国では軍事機密であった）。日本から入手した固体燃料製造設備は、現ボスニア・ヘルツェゴビナ中部の都市ビテツにある軍需火薬工場、通称「SPS」に納入された。

### ユーゴスラビアによる他国への輸出以後
その後、SPSはミサイルやロケット弾の推進剤の一大製造拠点となり、発展途上国に広く輸出された。この固体燃料製造設備は現存している。
1965年にはインドネシアにもカッパロケットK-8型10基と関連機材が伊藤忠商事によって輸出され、軍事転用を懸念したマレーシアが日本に抗議した。
これらの結果、1967年に佐藤栄作首相により、共産圏や紛争当事国への武器輸出を禁止する、「武器輸出三原則」が表明された。